# 郷路征記
郷路 征記（ごうろ まさき、1943年1月15日 - ）は、日本の弁護士。札幌弁護士会所属。札幌弁護士会副会長、同会子どもの権利委員会委員長などを歴任。北海道虻田郡喜茂別町出身（札幌市生まれ）。北海道釧路湖陵高等学校、東北大学経済学部卒業。
霊感商法が社会問題化した1980年代から、青春を返せ訴訟などの関連事件に携わり、旧統一教会の元信者らの話を聞くなどして、その反社会的な手法を研究してきた。

## 来歴・人物
- 1965年3月、東北大学経済学部を卒業[8]
- 1971年4月、札幌弁護士会に登録、弁護士になる[8]
- 1987年、札幌地裁に「青春を返せ訴訟」を提訴する[9]。
- 1998年11月、独立して事務所を開設[8]
- 2001年6月、「青春を返せ訴訟」について、札幌地裁で画期的な判決を勝ち取る。のちに教団側の控訴は棄却、上告も棄却されて判決は確定している[9]。

2022年8月現在も、旧統一教会を巡る3件の訴訟を担当している。

## 著書
- 『統一協会マインド・コントロールのすべてー人はどのようにして文鮮明の奴隷になるのか』（教育史料出版会 1993年）